# Centenari del Partit Comunista de la Xina
Les celebracions del Centenari de la fundació del Partit Comunista de la Xina (Xinès: 中国共产党成立100周年庆祝活动), o el Centenari del Partit Comunista de la Xina (Xinès: 中国共产党成立一百周年), foren el conjunt d'esdeveniments realitzats per a celebrar el centenari de la fundació del Partit Comunista xinès (PCX), que governa la República Popular de la Xina des de 1949. L'esdeveniment principal tingué lloc l'1 de juliol de 2021 a Pequín. El Secretari General del PCX, Xi Jinping, el convidat d'honor, pronunciarà un discurs i presentarà l'Ordre del Primer de Juliol als membres del PCX que han fet contribucions al Partit i/o al país.

## Antecedents
El Partit Comunista de la Xina va ser fundat el 1921 per Chen Duxiu i Li Dazhao, amb l'ajuda de l'Oficina d'Orient Llunyà del rus Partit Laboral Democràtic Social (Bolxevics), qui va prendre el poder a Rússia amb la Revolució d'octubre de 1917, i el Secretariat d'Orient de la Internacional Comunista. De 1927 a 1950, el PCX va lluitar una guerra civil contra el nacionalista Kuomintang, tot i la curta aliança entre ambdós partits per tal de lliurar la guerra contra l'ocupació japonesa, i el 1949 el President Mao Zedong del PCX va proclamar l'establiment de la República Popular de la Xina i el Kuomintang va exiliar-se a l'illa de Taiwan formant la República de la Xina. Des de llavors, el PCX ha estat el partit governant únic en el país.

## Esdeveniments
Els esdeveniments principals de la celebració del Centenari de la fundació del Partit Comunista de la Xina van incloure: l'1 de juliol de 2021 la celebració de l'aniversari del naixement del Partit Comunista de la Xina; l'entrega del premi "Medalla 1 de juliol" i l'elecció i felicitació oficials de les "Dues excel·lències i un primer" (membres nacionals destacats del partit), treballadors del partit nacional, organitzacions nacionals avançades del partit primari; la realització de seminaris sobre de la història i ideologia del partit; la celebració d'exposicions temàtiques a gran escala; la realització d'actes culturals; la creació i llançament d'un lot d'obres i publicacions literàries i artístiques; la realització d'activitats de publicitat i educació sobre temes sexuals. Segons els acords pertinents del Comitè Central del Partit Comunista de la Xina i de la Comissió Militar Central, no es va organitzar cap desfilada militar.

### Preparacions
El primer esdeveniment de la celebració del centenari va tenir lloc el 13 de juny de 2021 a la zona de Tiananmen i al llarg de l'avinguda Chang'an. La seguretat ha estat reforçada durant les celebracions amb un augment del número d'agents i Policia Popular Armada i dels Serveis de Seguretat Estatal a Pequín. La primera roda de premsa es va realitzar al Centre de Premsa per la Celebració del Centenari de la fundació del Partit Comunista de la Xina el 27 de juny de 2021.

### Representacions teatrals
La representació teatral "El gran viatge" per celebrar el Centenari de la fundació del Partit Comunista de la Xina es va celebrar a l'Estadi Nacional de Pequín a les 20:00 del 28 de juny de 2021. Xi Jinping, Li Keqiang, Li Zhanshu, Wang Yang, Wang Huning, Zhao Leji, Han Zheng, Wang Qishan i d'altres líders de partits i d'altres països, van veure l'actuació juntament amb uns 20.000 espectadors [9]. Les representacions teatrals es van presentar en forma d'epopeies èpiques a gran escala, dividides en quatre capítols, utilitzant de manera exhaustiva una varietat de mètodes artístics, repassant la història des de la fundació del Partit Comunista de la Xina. Durant aquest període, Pequín va disparar focs artificials en llocs designats [10]. L'actuació en directe es va emetre per ràdio i televisió a tots els canals de la Xina: canal d'economia i finances, canal de varietats, canal militar de defensa nacional, canal agrícola i rural, canal d'òpera, canal de música el vespre de l'1 de juliol de 2021...
Els programes realitzats inclouen:
- Pròleg: Drama i dansa "Breaking Dawn".
- Capítol primer: "Anar endavant al foc": dansa escènica "Alçament Alçament", cançó i dansa "Terra", drama i dansa "Llarga Marxa", cor de l'escena "El rogir del riu Groc", cor i dansa "endavant endavant endavant".
- Capítol segon: "Imparable": ball "La cerimònia fundacional", cor de l'escena i dansa "La bandera de la guerra és bonica i pintoresca", òpera i dansa "Anys apassionats".
- Capítol tecer: "Avançament ràpid": dansa "Marea de primavera", cant i dansa "Imaginació de zones especials", cor de l'escena i dansa "Moment de retorn", recitació de poemes i cor, dansa d'escena "Bandera del partit al meu cor", cor i ball "La Torxa Marxant".
- Capítol quart: "Futur esplèndid": drama i cançó i dansa "Miracle de l'Est", cançó simfònica i ball de situacions "El Poble Primer", cançó i dansa de situacions "Exèrcit Fort Batalla Hymm", recitació de poemes i cor "El podel del poder", tambor música i dansa "Nou món", música instrumental, cor infantil i dansa "Esperança i cooperació".
- Epíleg: la cançó principal "Lideratge".
- El públic es va aixecar i va cantar "Cap al Partit Comunista, cap nova Xina".

### Cerimònies militars
El març de 2021, el general Li Jun, membre del Departament de Treball Polític de la Comissió Militar Central, va comunicar que no hi hauria desfilada militar. La desfilada militar tradicional seria reemplaçada per una exhibició aèria d'avions xineses.

### Espectacles de llums
Al llarg de tot el juny de 2021, els espectacles de llum van tenir lloc en desenes de ciutats xineses com ara Pequín, Xangai o Shenzhen.

### Monedes commemoratives

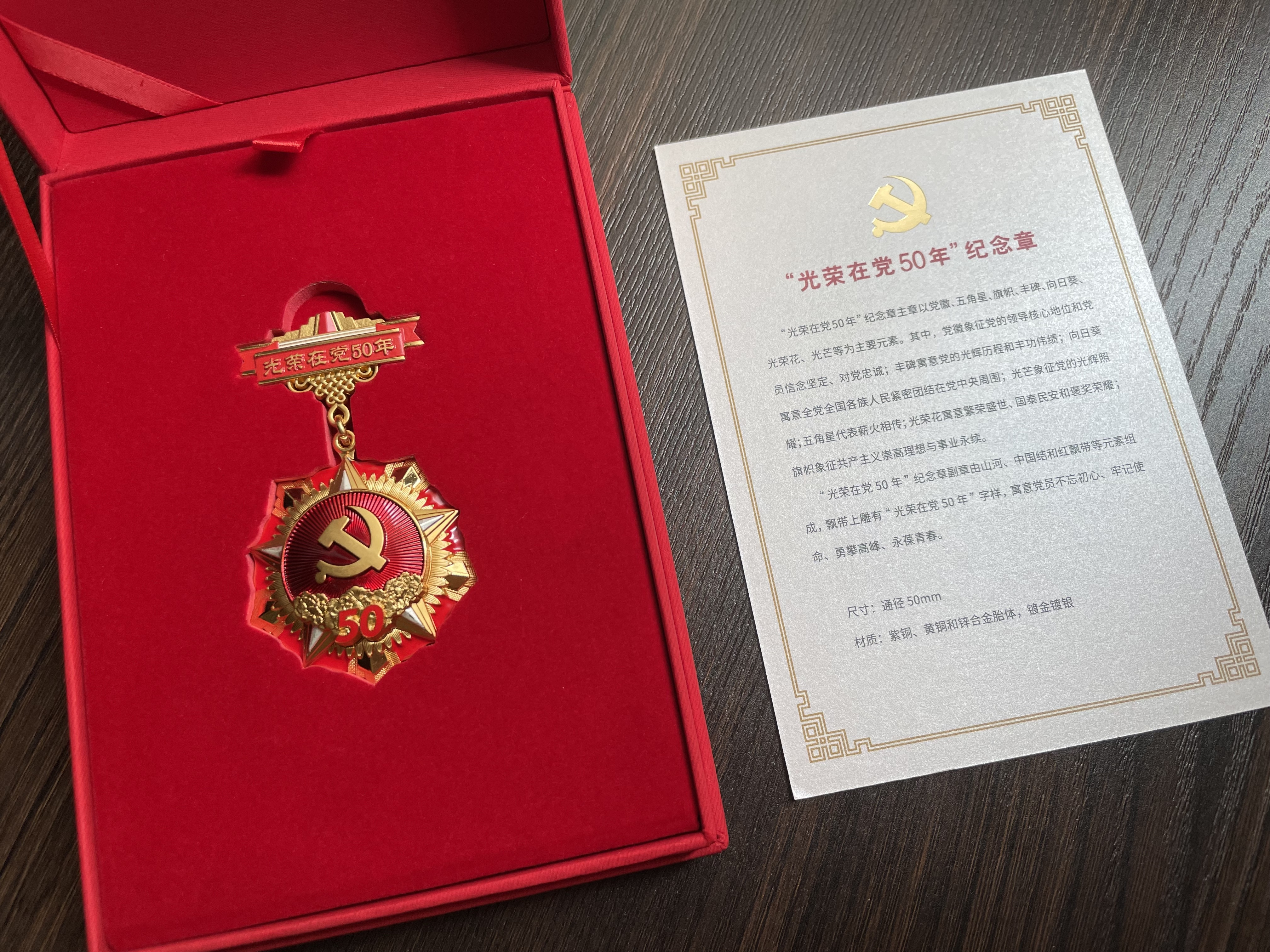
Medalla commemorativa dels 50 anys i targeta de presentació

El 21 de juny de 2021, el Banc Popular de la Xina va emetre fins a nou monedes pel Centenari del Partit.
Les nou monedes consten de tres monedes d'or, cinc monedes de plata i una moneda d'aliatge de coure bicolor. Totes aquestes monedes tindran valor legal a la República Popular de la Xina. Tant les monedes commemoratives d'or com de plata són fabricades per Shenyang Mint Co., Ltd., Shanghai Mint Co., Ltd. i Shenzhen Guobao Mint Co., Ltd., i es distribueixen per China Gold Coin Incorporation.
La moneda d'aliatge de coure i una de les cinc monedes de plata representen el logotip de les celebracions, mentre que les tres monedes d'or (cadascuna de 8 grams de pes) representen el creixement, l'enriquiment i l'enfortiment del poble xinès respectivament. Les altres quatre monedes de plata, de 150 grams cadascuna, representen respectivament la gran lluita, les grans obres, la gran causa i el gran somni del partit.

### Medalles
Fins a l'1 de juliol de 2021, s'havia concedit a algunes personalitats la medalla honorífica "Gloriosos 50 Anys al Partit" la medalla ha estat atorgada. Consisteix en un emblema del Partit, estrella de cinc puntes, la bandera, un monument, un gira-sol i altres elements. El 29 de juny, però, el PCX va atorgar una nova medalla de nom "Medalla 1 de Juliol" a membres del Partit amb una trajectòria impecable.

## Reaccions internacionals
- Azerbaijan: en una trucada, el president Ilham Aliyev va felicitar el president Xi Jinping.[15]
- Kyrgyzstan: el president Sadyr Japarov va felicitar a Xi en un vídeo publicat el 17 de juny.[16]
- Rússia: El president rus Vladimir Putin va felicitar al president Xi durant una trobada el 28 de juny. El 6è Congrés Nacional del Partit Comunista Xinès a Moscou l'any 1928. Rosarkhiv va entregar documents d'aquesta trobada als seus homòlegs xinesos com a regal per la celebració del centenari.[17]